# Asistencia sanitaria en Australia

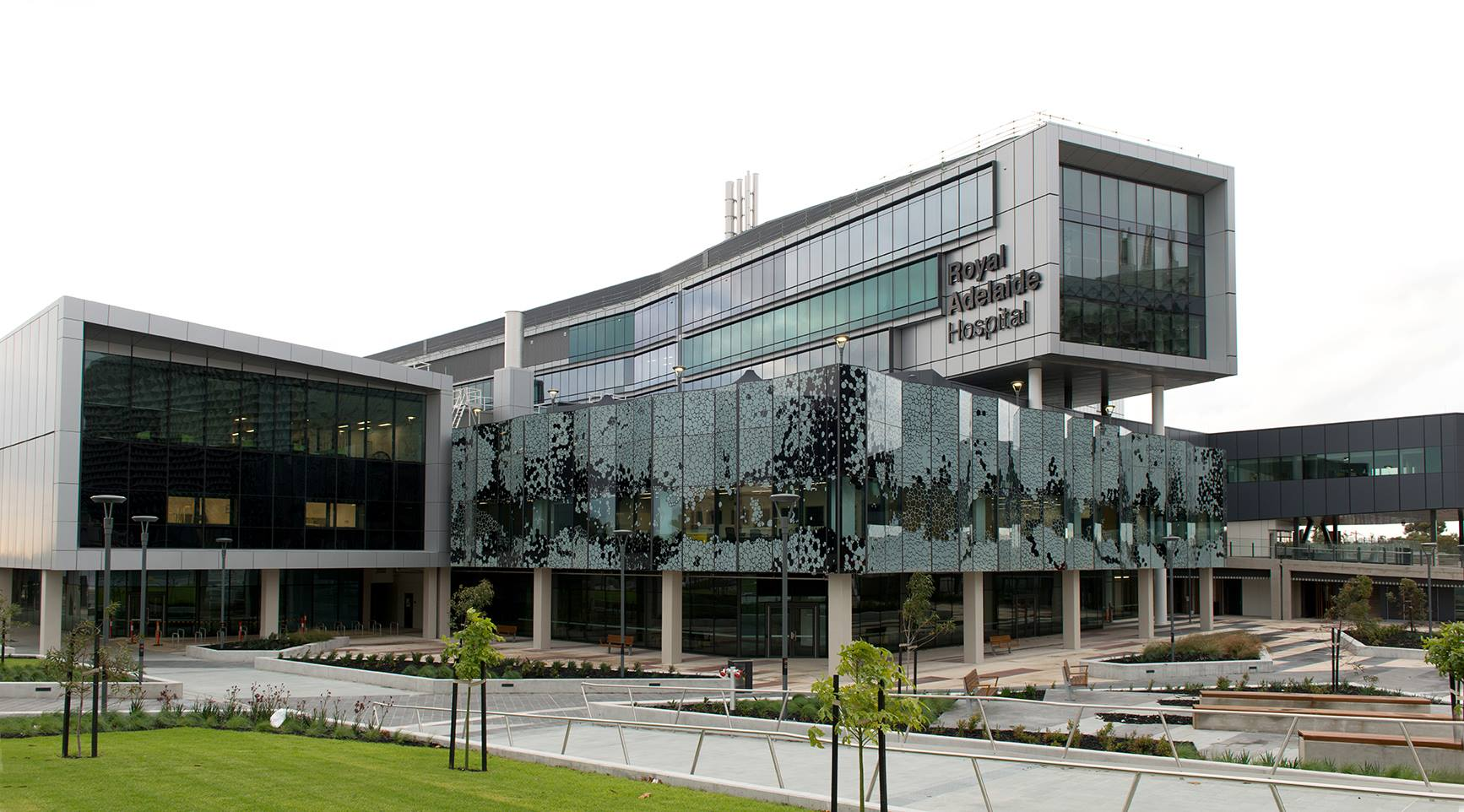
Hospital Real de Adelaida, el mayor hospital público de Australia Meridional y uno de los más grandes de Australia.

La asistencia sanitaria en Australia funciona según un modelo compartido público-privado sustentado por el sistema Medicare, el modelo nacional de financiación de pagador único. Los gobiernos estatales y territoriales gestionan centros sanitarios públicos donde los pacientes que cumplen los requisitos reciben atención gratuita. Los servicios de atención primaria, como las clínicas de medicina general, son privados en la mayoría de los casos, pero reciben descuentos de Medicare. Los ciudadanos australianos, los residentes permanentes y algunos visitantes y titulares de visados tienen derecho a los servicios sanitarios del sistema Medicare. Se anima a los particulares, mediante recargos fiscales, a contratar un seguro médico que cubra los servicios ofrecidos en el sector privado y financie aún más la asistencia sanitaria.
Los gobiernos estatales y territoriales (a través de organismos como Queensland Health) regulan y administran los principales elementos de la asistencia sanitaria, como médicos, hospitales públicos y servicios de ambulancias. El Ministro de Sanidad federal establece la política sanitaria nacional y puede imponer condiciones a la financiación concedida a los gobiernos estatales y territoriales. El modelo de financiación de la sanidad en Australia ha experimentado una polarización política, y los gobiernos son cruciales a la hora de configurar la política sanitaria nacional.
En 2013 se puso en marcha el Plan Nacional de Seguro de Discapacidad (NDIS, por sus siglas en inglés). Esto proporciona una plataforma nacional a las personas con discapacidad para acceder a la financiación. El NDIS tiene como objetivo proporcionar recursos para apoyar a las personas con discapacidad en términos de gestión médica, así como apoyo social para ayudarles a perseguir sus sueños, carreras y aficiones. El NDIS también ofrece ayudas a los familiares para ayudarles a cuidar de sus seres queridos y evitar problemas como el agotamiento del cuidador. Desgraciadamente, el Sistema Nacional de Seguro de Discapacidad no está exento de limitaciones, pero en general el sistema está normalizado en toda Australia y ha ayudado a muchas personas con discapacidad a mejorar su calidad de vida.

## Estadísticas

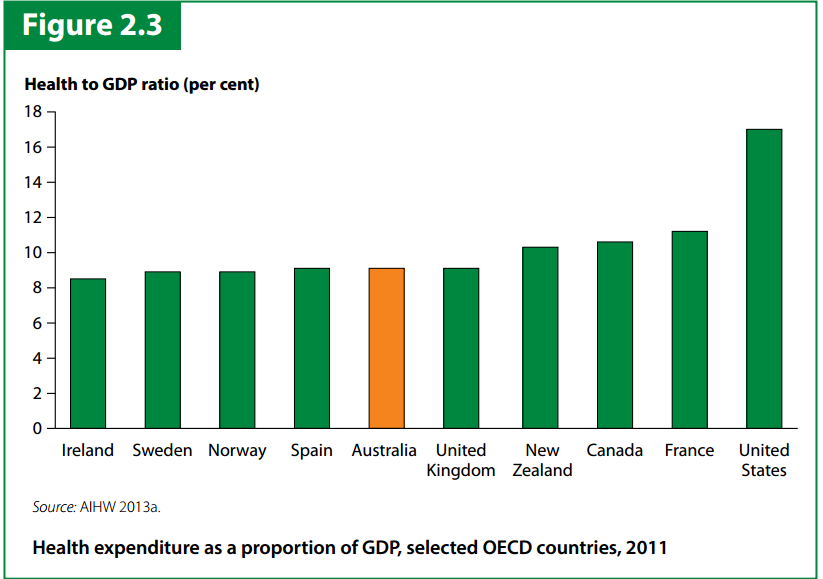
Comparación del coste sanitario entre Australia y otros países desarrollados en 2011.

En 2015, Australia tenía (de media) 3,52 médicos por cada 1000 habitantes y, en 2022-23, 2,5 camas de hospital por cada 1 000 habitantes. En 2023, el Instituto Australiano de Salud y Bienestar registró 448 000 personales equivalentes a tiempo completo (ETC) empleados en hospitales públicos; entre ellos, 74 601 profesionales de la medicina (incluidos médicos y médicos especialistas) y 257 200 enfermeros. En 2012, registró una tasa de 1124 enfermeras y matronas por cada 100 000 habitantes.
En noviembre de 2024, el número total de personas empleadas en el sector sanitario australiano sigue creciendo, con un aumento interanual del 5,3 %, impulsado principalmente por el empleo en el personal sanitario auxiliar (aumento interanual del 15,78 %) y de practicantes médicos (aumento interanual del 21,24 %). A pesar de ello, al igual que en muchos países del mundo, hay escasez de profesionales sanitarios a pesar del crecimiento del personal sanitario en años anteriores: en 2023, 4 de cada 5 profesiones sanitarias no contaban con suficientes trabajadores para satisfacer la demanda existente.
En una muestra de 13 países desarrollados, Australia ocupó el octavo lugar en el uso ponderado por la población de medicamentos de 14 clases en 2009 y también en 2013. Los fármacos estudiados se seleccionaron sobre la base de que las afecciones tratadas tuvieran una incidencia, prevalencia y/o mortalidad elevadas, causaran una morbilidad significativa a largo plazo e incurrieran en elevados niveles de gasto y se hubieran producido avances significativos en la prevención o el tratamiento en los últimos 10 años. El estudio señalaba dificultades considerables en la comparación transfronteriza del uso de medicamentos.
La relación gasto sanitario/PIB de Australia (9,9 %) en 2022-23 estaba ligeramente por encima de la media en comparación con otros países de la OCDE.

## Medicare y el sistema sanitario universal

Adultos empleados en la industria de la asistencia sanitaria y social como porcentaje de la población adulta en Australia en el censo de 2011, divididos geográficamente por área local estadística.

Medicare es la principal fuente de financiación de los servicios sanitarios en Australia y el sistema universal de asistencia sanitaria. «Medicare» puede desglosarse en cuatro programas distintos, cada uno gestionado por Services Australia:
- el Medicare Benefits Schedule (MBS), que es el programa homónimo que subvenciona una parte de cada «episodio» de un servicio sanitario
- el Acuerdo Nacional de Reforma Sanitaria (NHRA), que cubre el coste del tratamiento en centros estatales y territoriales, como hospitales, compartiendo el coste entre el Gobierno australiano y el gobierno estatal y territorial
- el Programa de Prestaciones Farmacéuticas (Pharmaceutical Benefits Schedule, PBS), que ayuda a sufragar el coste de algunos medicamentos y terapias
- el programa My Aged Care (MAC), que contribuye a sufragar el coste de los servicios de atención a la tercera edad.

Las cotizaciones de Medicare a los servicios sanitarios sólo se abonan a los ciudadanos australianos y a los residentes permanentes. Algunos visitantes y titulares de visados también tienen derecho a la cobertura de Medicare, aunque la cobertura para los visitantes internacionales en virtud de los Acuerdos Recíprocos de Asistencia Sanitaria se limita únicamente a los cuidados inmediatamente necesarios.

## Agencias gubernamentales

### Agencias del gobierno federal
Services Australia, antiguo Departamento de Servicios Humanos, se encarga de administrar el régimen de seguro sanitario universal de Australia, como efectuar pagos a los proveedores de servicios sanitarios o a los pacientes. El Departamento de Sanidad y Tercera Edad es responsable de la regulación nacional de los medicamentos y dispositivos terapéuticos, y la Fuerza Fronteriza Australiana se encarga de controlar las importaciones en Australia para garantizar que sólo los medicamentos aprobados pueden cruzar la frontera.
El Instituto Australiano de Salud y Bienestar (AIHW) es la agencia nacional australiana de estadísticas e información sobre salud y bienestar. Su publicación bienal Australia's Health es una fuente de información nacional clave en el ámbito de la asistencia sanitaria. Publica más de 140 informes al año sobre diversos aspectos de la salud y el bienestar en Australia.

### Organizaciones no gubernamentales
Australian Red Cross Lifeblood, una rama de la Cruz Roja Australiana, recoge donaciones de sangre, plasma y otros tejidos y órganos esenciales y las pone a disposición de los profesionales sanitarios. El Consejo Nacional de Investigación Médica y Sanitaria (NHMRC) financia investigaciones médicas y sanitarias competitivas, y elabora declaraciones sobre cuestiones políticas. El Servicio Real de Médicos Voladores presta atención sanitaria primaria y de urgencias en zonas rurales y regionales de Australia utilizando aviones. Heart of Australia presta servicios especializados de investigación y tratamiento cardíaco y respiratorio en zonas rurales y regionales de Queensland, sobre todo en ciudades mineras, utilizando camiones de gran tamaño especialmente equipados.